# Centre d'éducation spécialisée pour les enfants retardés
Le CESER est le Centre d'éducation spécialisé pour enfants retardés de N'Djamena au Tchad.
Au Tchad, le handicap mental est souvent mal considéré et les personnes le présentant exclues de la société.  Le CESER est une structure d'enseignement pour ces personnes. Il effectue depuis 1998 un travail de sensibilisation pour que les enfants handicapés intellectuels puissent se faire une place au sein de la société.
Les élèves du CESER, porteurs de divers handicaps (trisomie, autisme, psychose, IMC, polyhandicap, etc.) trouvent ainsi un enseignement adapté à leurs besoins et leurs compétences. L'objectif du CESER est de favoriser au maximum leur autonomie dans la vie quotidienne.